# Liste du patrimoine immobilier classé de Chimay
Cette page regroupe l'ensemble du patrimoine immobilier classé de la ville belge de Chimay.
| Objet | Année de construction / Architecte                   | Adresse                  | Section communale | Coordonnées                      | Numéro d’inventaire | Illustration |
| --- | ---------------------------------------------------- | ------------------------ | ----------------- | -------------------------------- | ------------------- | --- |
| Théâtre du château de Chimay, à Chimay |                                                      | Château de Chimay        | Chimay            | 50° 02′ 56″ nord, 4° 18′ 46″ est | 56016-CLT-0001-01   | Théâtre du château de Chimay, à Chimay |
| Chêne dénommé Chêne des Quatre Frères croissant au lieu-dit Les Fagnes, dans le bois communal de Rance, dénommé Bois Massart, sur le territoire de la ville de Chimay                                                                                           |                                                      | Bois Massart, La Fagne   | Chimay            | 50° 07′ 23″ nord, 4° 15′ 17″ est | 56016-CLT-0003-01   | Chêne dénommé Chêne des Quatre Frères croissant au lieu-dit Les Fagnes, dans le bois communal de Rance, dénommé Bois Massart, sur le territoire de la ville de Chimay                      |
| La collégiale saints-Pierre-et-Paul, à Chimay | 1re construction vers 1250, édifice actuel 1728-1732 | Grand Place              | Chimay            | 50° 02′ 58″ nord, 4° 18′ 57″ est | 56016-CLT-0004-01   | La collégiale saints-Pierre-et-Paul, à Chimay |
| Vieille Tour de et à Chimay | vers le XIIe siècle                                  | rue de Noailles          | Chimay            | 50° 02′ 57″ nord, 4° 19′ 01″ est | 56016-CLT-0005-01   | Vieille Tour de et à Chimay |
| Chapelle Notre-Dame de Miséricorde, située Boulevard Louise à Chimay |                                                      | Boulevard Louise         | Chimay            | 50° 02′ 41″ nord, 4° 18′ 53″ est | 56016-CLT-0006-01   | Chapelle Notre-Dame de Miséricorde, située Boulevard Louise à Chimay |
| Ensemble formé par l'immeuble sis n°2, rue de Forges, à Chimay et les terrains environnants | 2e moitié du XVIIIe siècle                           | rue de Forges, n°2       | Chimay            | 50° 02′ 48″ nord, 4° 18′ 51″ est | 56016-CLT-0007-01   | Ensemble formé par l'immeuble sis n°2, rue de Forges, à Chimay et les terrains environnants                                                                                                |
| L'église Notre-Dame et le mur du cimetière de Boutonville, à Baileux (M) ainsi que l'ensemble formé par l'église Notre-Dame, le cimetière, la place publique et la voirie environnante (S)                                                                      |                                                      | Hameau de Boutonville    | Baileux           | 50° 02′ 15″ nord, 4° 23′ 34″ est | 56016-CLT-0008-01   | L'église Notre-Dame et le mur du cimetière de Boutonville, à Baileux (M) ainsi que l'ensemble formé par l'église Notre-Dame, le cimetière, la place publique et la voirie environnante (S) |
| L'église Saint-Martin, à Baileux |                                                      | Place                    | Baileux           | 50° 01′ 47″ nord, 4° 22′ 31″ est | 56016-CLT-0009-01   | L'église Saint-Martin, à Baileux |
| Tilleul se trouvant devant la propriété de M. Masuy, à Forges-les-Chimay |                                                      | rue R. de Keyser         | Forges            | 50° 01′ 06″ nord, 4° 19′ 11″ est | 56016-CLT-0010-01   | Image manquanteTéléverser |
| Village de Lompret, à Chimay |                                                      | Lompret                  | Lompret           | 50° 03′ 54″ nord, 4° 22′ 51″ est | 56016-CLT-0013-01   | Village de Lompret, à Chimay |
| Chapelle Notre-Dame del Pilar (ou Notre-Dame de l'Arbrisseau), à Salles (M) ainsi que l'ensemble formé par cet édifice et ses abords (S) |                                                      | rue de Thierissart, N595 | Salles            | 50° 03′ 43″ nord, 4° 15′ 57″ est | 56016-CLT-0014-01   | Chapelle Notre-Dame del Pilar (ou Notre-Dame de l'Arbrisseau), à Salles (M) ainsi que l'ensemble formé par cet édifice et ses abords (S)                                                   |
| Site formé par le Franc Bois, à Lompret (Chimay) |                                                      | rue Courtil Marthias     | Lompret           | 50° 03′ 40″ nord, 4° 22′ 46″ est | 56016-CLT-0015-01   | Site formé par le Franc Bois, à Lompret (Chimay) |
| Tilleul sis au lieu-dit Moulin à vent, à Chimay |                                                      | route de Salles          | Bailièvre         | 50° 03′ 49″ nord, 4° 14′ 24″ est | 56016-CLT-0017-01   | Image manquanteTéléverser |
| Pelouse calcaire située près du lac de Virelles, à Chimay |                                                      | rue du Lac               | Virelles          | 50° 04′ 09″ nord, 4° 20′ 47″ est | 56016-CLT-0019-01   | Pelouse calcaire située près du lac de Virelles, à Chimay |
| Le château de Chimay et plus précisément les murailles, le donjon et les façades et toitures du château à l'exclusion des extensions modernes dans la cour (M) et la plate-forme de la forteresse (SA). Établissement d'une zone de protection aux abords (ZP). |                                                      | Château                  | Chimay            | 50° 02′ 55″ nord, 4° 18′ 46″ est | 56016-CLT-0020-01   | château de Chimay |
| Le théâtre du château de Chimay |                                                      | Château                  | Chimay            | 50° 02′ 56″ nord, 4° 18′ 46″ est | 56016-PEX-0001-04   | Le théâtre du château de Chimay |
| Le site du Franc Bois |                                                      | rue Courtil Marthias     | Lompret           | 50° 03′ 40″ nord, 4° 22′ 46″ est | 56016-PEX-0002-04   | Image manquanteTéléverser |